# Federico Alberto Tinoco Granados

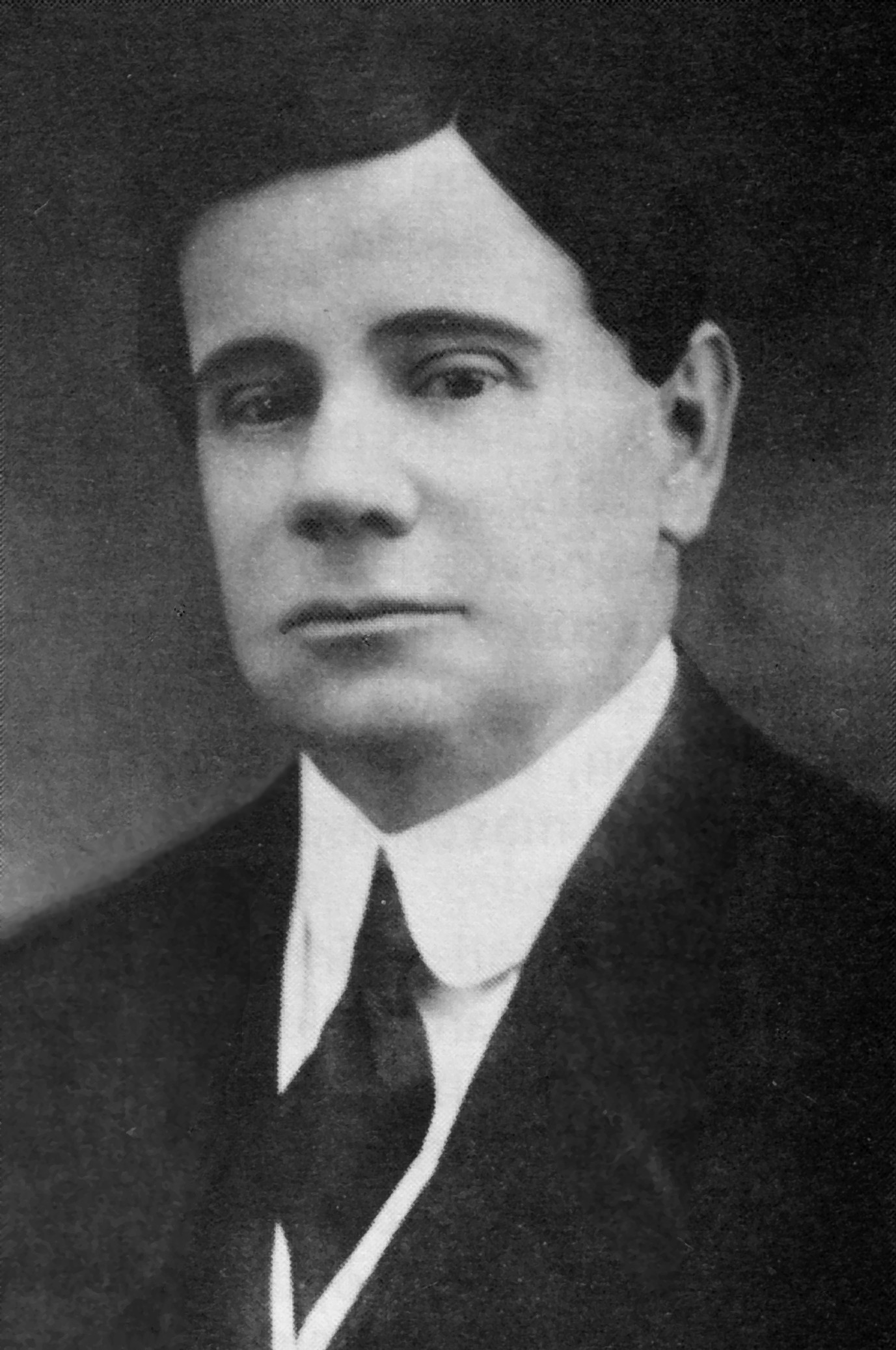
Federico Alberto Tinoco Granados. Sein Porträt wurde aus dem Saal der „würdigen“ Expräsidenten im Parlament verbannt.

Federico Alberto Tinoco Granados, genannt Pelico, (* 21. November 1868 in San José (Costa Rica); † 7. September 1931 in Paris) war von 27. Januar 1917 bis 20. August 1919 Präsident und Militärdiktator von Costa Rica.

## Leben

### Herkunft und frühe Laufbahn
Seine Eltern waren Guadalupe Granados Bonilla und Federico Tinoco Iglesias. Sein Bruder war der spätere General José Joaquín Tinoco Granados.
Er besuchte die Grundschule Colegio Jesuita de Cartago und trat in die US-Military Academy in Rosslyn, Arlington, Virginia ein. Später besuchte er vier Jahre eine Hochschule in Brüssel. Von 1895 bis 1899 widmete er sich dem Anbau von Kaffee und Zuckerrohr auf den Latifundien seines Vaters in Juan Viñas bei Cartago. Tinoco heiratete am 5. Juni 1898 in San José, María Le Fernández Le Cappellain, die Tochter von Ada Le Cappellain Agnew und Mauro Fernández Acuña.
Tinoco war Mitglied der Partido Republicano Nacional. Am 3. Mai 1902 nahm er an einer gescheiterten Revolte teil, welche den Amtsantritt von Ascensión Esquivel Ibarra 8. Mai 1902 verhindern, sollte. Ascensión Esquivel Ibarra verfügte für die Verschwörer eine Amnestie.
Im Juni 1906, führte er mit Rudesindo Guardia Solórzano (Don Chindo, einem Sohn von Tomás Guardia Gutiérrez) und Manuel Castro Quesada, einen Aufstand gegen Cleto González Víquez, für welchen er inhaftiert wurde. Von 1908 bis 1912 war er Abgeordneter für San José.
Als am 8. Mai 1914 Alfredo González Flores sein Amt als Präsident antrat, berief er Federico Alberto Tinoco Granados zum Kriegs- und Marineminister. Der Amtsinhaber war entgegen den Erwartungen eines Teils der Elite des Landes für die Präsidentschaft designiert worden. Im Zuge der Verschlechterung der wirtschaftlichen Lage Costa Ricas in Folge des Ersten Weltkriegs, entschied sich Gonzáles Flores unter anderem für die Einführung einer progressiven Einkommensteuer, was ihm die Feindschaft der einheimischen Oligarchie und des ausländischen Finanzkapitals einbrachte. Diese Stimmung wusste Tinoco zur Ausführung seiner Pläne zu nutzen. Damit brach er mit der langjährigen demokratischen Tradition seines Landes.

### Präsidentschaft
Am 27. Januar 1917 stürzte Tinoco in einem Militärputsch den legitimen Präsidenten Alfredo González Flores. Der gestürzte Präsident musste mit seinen Ministern in der US-Botschaft in San José Zuflucht suchen. Tinoco berief eine Verfassungsgebende Versammlung ein, der die sieben noch lebenden ehemaligen Präsidenten der Republik einen Entwurf vorlegten mussten, und verschaffte sich eine Mehrheit, die ihn am 1. April 1917 nun seinerseits zum Präsidenten wählte. Die Regierung des Deutschen Reiches unter Wilhelm II. erkannte ihn als Präsidenten an, die Vereinigten Staaten unter Woodrow Wilson jedoch nicht. Um die USA umzustimmen, erklärte Tinoco dennoch Deutschland den Krieg und bot den USA die Isla del Coco im Austausch für die Anerkennung an. Wilson beharrte jedoch auf seiner Nichtanerkennung der Regierung Tinoco, während das US-Außenministerium, zu einem bestimmten Zeitpunkt vorschlug, ihn anzuerkennen. Der Botschafter in San José, Stewart Johnson, unterstützte offen die Rebellion gegen Tinoco, während der US-Unternehmer Minor C. Keith, Vizepräsident der United Fruit Company, mit allen Mittel das Regime Tinoco unterstützte. Auf Seiten der Putschisten stand auch die US-amerikanische Sinclair Oil Company, die sich zuvor, gegenüber ihrer Konkurrentin, der englischen Pearson, die bei der Vergabe von Förderrechten benachteiligt gefühlt hatte. Am 6. Mai 1918 unterzeichnete Tinoco jedoch mit dem Unternehmen John M. Amory & Son einen Erdölprospektionsvertrag mit der Bezeichnung Contrato Aguilar-Ferrer oder Contrato Aguilar-Amory.
Tinoco wechselte bei der Niederlassung der Royal Bank of Canada eine Sonderauflage großformatiger Banknoten (Handtücher genannt) mit einem Nennwert von einer Million Costa-Rica-Colón in eine viertel Million USD, erklärte seinen Rücktritt, welcher am 20. August 1919 angenommen wurde und ging auf Druck der USA nach Frankreich ins Exil. Die Regierung Francisco Aguilar Barquero ließ die großformatigen Banknoten ab September 1919 nicht mehr als Geld gelten.
Die britische und die costaricensische Regierung einigten sich auf William Howard Taft als Schiedsstelle im Caso Tinoco am 12. Januar 1922. Taft legte seinen Bericht (Laudo Taft) 1923 vor.
Die sterblichen Überreste Tinocos ließ Mario Echandi Jiménez aus Frankreich nach Costa Rica rückführen und am 7. November 1960 auf dem Cementerio General von San José begraben.